# تشارلز أ. بيرغ
تشارلز أ. بيرغ هو سياسي أمريكي، ولد في 15 أكتوبر 1927، وتوفي في 22 يناير 2014. نشط حزبياً في الحزب الديمقراطي والحزب الجمهوري. وقد انتخب عضو مجلس ولاية مينيسوتا ‏.